# Odessa (Florida)
Odessa es un lugar designado por el censo ubicado en el condado de Pasco en el estado estadounidense de Florida. En el Censo de 2010 tenía una población de 7.267 habitantes y una densidad poblacional de 493,28 personas por km².

## Geografía
Odessa se encuentra ubicado en las coordenadas 28°10′45″N 82°33′7″O / 28.17917, -82.55194. Según la Oficina del Censo de los Estados Unidos, Odessa tiene una superficie total de 14.73 km², de la cual 13.81 km² corresponden a tierra firme y (6.28%) 0.92 km² es agua.

## Demografía
Según el censo de 2010, había 7.267 personas residiendo en Odessa. La densidad de población era de 493,28 hab./km². De los 7.267 habitantes, Odessa estaba compuesto por el 87.62% blancos, el 4.06% eran afroamericanos, el 0.44% eran amerindios, el 4.13% eran asiáticos, el 0.11% eran isleños del Pacífico, el 1.43% eran de otras razas y el 2.22% pertenecían a dos o más razas. Del total de la población el 13.73% eran hispanos o latinos de cualquier raza.